# 岡三証券 presents STARS Social Change
『岡三証券 presents STARS Social Change』（おかさんしょうけんpresents STARS Social Change）は、2022年4月3日からエフエム北海道で放送されている、ラジオ番組。
放送時間は毎週日曜 8:00 - 8:30 （日本標準時）。